# Erysimum canum
Erysimum canum är en korsblommig växtart som först beskrevs av Mathias Piller och Ludwig Mitterpacher von Mitterburg, och fick sitt nu gällande namn av Adolf Polatschek. Erysimum canum ingår i släktet kårlar, och familjen korsblommiga växter. Inga underarter finns listade i Catalogue of Life.